# White Hands
White Hands è un film muto del 1922 diretto da Lambert Hillyer.

## Trama
Alla ricerca di un tesoro nel Sahara, il capitano di marina "Hurricane" Hardy incontra una giovane missionaria, Helen Maitland, l'unica sopravvissuta del suo gruppo. L'uomo prende la giovane sotto la sua protezione e, insieme, i due guadagnano la costa. In albergo, però, le intenzioni di Hardy si rivelano per quello che sono state fin dal primo momento in cui ha messo gli occhi su Helen. A salvare la ragazza delle violente effusioni di Hardy sarà il tocco di due bianche mani, appartenenti a un bambino, che faranno sfumare gli istinti bestiali del capitano risvegliando la sua umanità. L'uomo, pentito, prenderà con sé l'orfano, adottandolo e si allontanerà da Helen. La quale, proseguendo la sua missione, rivolgerà le proprie attenzioni verso un altro bisognoso di riabilitazione, Ralph Alden, il suo nuovo amore, un derelitto alcolizzato e drogato.

## Produzione
Il film fu prodotto dalla Graf Productions e venne girato in California, al Coyote Point, alla baia e alla spiaggia di San Francisco.

## Distribuzione
Il copyright del film, richiesto dalla Graf Productions, fu registrato il 31 dicembre 1922 con il numero LP18272.
Distribuito dalla Metro Pictures Corporation e dalla Wid Gunning Inc, il film uscì nelle sale statunitensi il 9 gennaio 1922. In Danimarca, dove prese il titolo Ørkenens Lov, fu distribuito il 28 luglio 1924.